# Gonzalo (cantante)
Gonzalo Fernández Benavides (Madrid; 28 de septiembre de 1956), más conocido como Gonzalo es un cantautor y productor musical español.

## Biografía
Sus primeros pasos los dio en el mundo de la interpretación. Con tan sólo 20 años, participó en la película La Corea, de Pedro Olea. En 1979, saltó a televisión, interpretando a Nico, el hijo de Ismael Merlo y Lola Herrera en la serie El señor Villanueva y su gente. Además, intervino en los musicales Godspell (1975) e Historia de un caballo (1979), con José María Rodero.
A finales de la década de 1970, se habían puesto de moda los cantantes jóvenes como producto para el consumo de adolescentes. Es la época de Miguel Bosé, Pedro Marín, Iván o Pecos. En ese momento, fue fichado por la discográfica CBS y se lanzó al mercado discográfico. Con el sencillo «Bellísimo» logró ser número uno de Los 40 Principales tres semanas consecutivas: el 31 de diciembre de 1977 y el 7 y 14 de enero de 1978.
En 1981, intervino también en el 14º episodio de la exitosa serie Verano azul, de TVE, titulado El ídolo, en la que dio vida a Bruno, un joven cantante deseado por las adolescentes. Pasó de nuevo por el musical con Historia de un caballo.
Ese mismo año, publicó su primer LP, La mitad de mí, con la discográfica Zafiro, donde se incluyeron cuatro canciones compuestas por él mismo. Dos años más tarde, en 1983, representó a España en el Festival de la OTI, con la canción «¿Quién piensa en ti?». No obtuvo ningún premio pero consiguió su segundo número uno en Los 40 Principales durante dos semanas consecutivas: el 26 de noviembre y el 3 de diciembre de 1983.
En 1984, salió a la luz su tercer álbum, Caminando entre las nubes, muy enfocado hacia el mercado hispanoamericano. Dos años después, se publicó su cuarto y último LP, Gigante de papel.
En 1987 participó en la campaña publicitaria "Vente al metro" para promocionar el metro de Madrid y animar a la juventud a utilizarlo. 
Ya en la década de 1990, se retiró de los escenarios, se dedicó a la producción discográfica a través de su sello propio —El Retiro—, destacando, entre los artistas a los que promocionó; el dúo Ella baila sola, Las Hijas del Sol, Guaraná y el cantautor Javier Álvarez.
En mayo de 2019 se presentó a las audiciones a ciegas de La Voz Senior, donde pese a interpretar "¿Quién piensa en ti?", no fue elegido por ningún miembro del jurado, los cuales no fueron capaces de reconocerle, ni de identificar su canción.

## Discografía
- 1981 La Mitad De Mí
- 1983 Gonzalo
- 1984 Caminando Entre Las Nubes
- 1987 Gigante De Papel